# Theater Frankfurt
Das Theater Frankfurt/Theater im Schuppen e. V. ist eine 1989 gegründete Spielbühne für Kinder und Jugendliche in der Sophienstraße 1 in Frankfurt (Oder).

## Geschichte
Aus der 1989 gegründeten Spielbühne entwickelte sich eine Gruppe, die seit 1995 in Frankfurt (Oder) professionell arbeitet. Seit Oktober 2006 werden in der „Theaterschule für Körper & Bildung Frankfurt (Oder)“ staatlich anerkannte Schauspieler ausgebildet.
Theater Frankfurt ist Gründungsmitglied des „Jungen Theaters Europa JTE“ mit Sitz in Grenoble und arbeitet eng mit europäischen Theatern und Schauspielschulen zusammen. Seit 1998 im Landesverband Freier Theater Brandenburg. Gründungsmitglied des internationalen Verbandes für Junges Theater in Europa (JTE).
Seit 1996 führt das Theater im Schuppen auch Kinder- und Jugendtheatergruppen in Frankfurt (Oder) und im Umland vom Kindergarten bis zur 13. Klasse. Unter der Leitung der Ensemblemitglieder werden auf der „Jungen Bühne“ Projekte erarbeitet, die das Ziel verfolgen, am Ende des Jahres ein Stück auf die Bühne zu bringen.

## Theaterarbeit
Neben Stanislawski, Brecht und Grotowski gehören zum Spielrepertoire Klassiker wie Shakespeare, Molière genauso wie performativ erzählte Geschichten von Kleist und Poe oder Eigenproduktionen.
Einmal wöchentlich ist eine öffentliche Probe angesetzt, an der alle, die Lust haben, teilnehmen können. Körper-Kontakttraining steht an diesem Tag im Mittelpunkt. Vordergrund der wöchentlichen Probenarbeit sind im Gegensatz dazu Grundlagen des Schauspiels, Arbeit mit dem Körper, der Stimme, Rhythmus, Akrobatik und Jonglage und vor allem das gemeinsame Schaffen in der Gruppe. Derzeit arbeiten ca. 40 Kinder, Jugendliche und Erwachsene in Gruppen. Geprobt wird auf der Bühne und im Spiegelsaal des Theaters, im Schuppen oder in den anderen Einrichtungen.
Mehrmals im Jahr finden hier Wochenend-Theaterwerkstätten für Schauspielschüler und Theaterinteressierte statt.